# LEN Euro Cup
La LEN Euro Cup è una competizione pallanuotistica europea maschile riservata a squadre di club che si svolge dalla stagione 1992-1993.
Il trofeo ha assunto tale denominazione a partire dalle stagione 2011-2012; prima di allora era chiamato LEN Trophy e noto in Italia come Coppa LEN.
La Euro Cup è il secondo torneo continentale per importanza, dopo la LEN Champions League, sin da quando è stata soppressa la Coppa delle Coppe nel 2003.
La squadra vincitrice si contende con i campioni d'Europa la LEN Supercup.

## Formula
Ogni federazione può iscrivere fino a due formazioni ciascuna, le quali si affrontano in una prima fase a gironi. Nella seconda subentrano gli otto migliori team eliminati nel primo turno di Eurolega e gli otto team eliminati nel secondo turno; le squadre vengono suddivise in otto gironi, dai quali si qualificano alla fase successive le prime due classificate. Dopo i gironi scatta la fase ad eliminazione diretta, dagli ottavi alla finale, in cui le squadre si confrontano su gare di andata e ritorno.

## Albo d'oro
| Stagione | Campione                              | Campione                              | Finalista                             | Finalista                             |
| -------- | ------------------------------------- | ------------------------------------- | ------------------------------------- | ------------------------------------- |
| 1992-93  | Újpest                                | Ungheria                              | Pro Recco                             | Italia                                |
| 1993-94  | Roma                                  | Italia                                | Volturno                              | Italia                                |
| 1994-95  | Barcellona                            | Spagna                                | Ferencváros                           | Ungheria                              |
| 1995-96  | Pescara                               | Italia                                | Szeged                                | Ungheria                              |
| 1996-97  | Újpest                                | Ungheria                              | Ferencváros                           | Ungheria                              |
| 1997-98  | Partizan                              | Jugoslavia                            | Jadran Spalato                        | Croazia                               |
| 1998-99  | Újpest                                | Ungheria                              | NO Patrasso                           | Grecia                                |
| 1999-00  | Jug Dubrovnik                         | Croazia                               | Pescara                               | Italia                                |
| 2000-01  | Mladost                               | Croazia                               | Leonessa                              | Italia                                |
| 2001-02  | Leonessa                              | Italia                                | Pro Recco                             | Italia                                |
| 2002-03  | Leonessa                              | Italia                                | Florentia                             | Italia                                |
| 2003-04  | Barcellona                            | Spagna                                | Vouliagmeni                           | Grecia                                |
| 2004-05  | Savona                                | Italia                                | Partizan                              | Serbia e Montenegro                   |
| 2005-06  | Leonessa                              | Italia                                | Sintez Kazan'                         | Russia                                |
| 2006-07  | Sintez Kazan'                         | Russia                                | Solaris                               | Croazia                               |
| 2007-08  | Šturm                                 | Russia                                | Eger                                  | Ungheria                              |
| 2008-09  | Szeged                                | Ungheria                              | Paniōnios                             | Grecia                                |
| 2009-10  | Akademija Cattaro                     | Montenegro                            | Savona                                | Italia                                |
| 2010-11  | Savona                                | Italia                                | Paniōnios                             | Grecia                                |
| 2011-12  | Savona                                | Italia                                | Sabadell                              | Spagna                                |
| 2012-13  | Radnički                              | Serbia                                | Florentia                             | Italia                                |
| 2013-14  | Spartak Volgograd                     | Russia                                | Mladost                               | Croazia                               |
| 2014-15  | Posillipo                             | Italia                                | Acquachiara                           | Italia                                |
| 2015-16  | AN Brescia                            | Italia                                | Sintez Kazan'                         | Russia                                |
| 2016-17  | Ferencváros                           | Ungheria                              | Oradea                                | Romania                               |
| 2017-18  | Ferencváros                           | Ungheria                              | Sport Management                      | Italia                                |
| 2018-19  | Marsiglia                             | Francia                               | Jadran H.N.                           | Montenegro                            |
| 2019-20  | annullata per la Pandemia di COVID-19 | annullata per la Pandemia di COVID-19 | annullata per la Pandemia di COVID-19 | annullata per la Pandemia di COVID-19 |
| 2020-21  | Szolnok                               | Ungheria                              | Orvosegyetem                          | Ungheria                              |
| 2021-22  | Sabadell                              | Spagna                                | Telimar Palermo                       | Italia                                |
| 2022-23  | Vasas                                 | Ungheria                              | Savona                                | Italia                                |
| 2023-24  | Jug Dubrovnik                         | Croazia                               | Primorje                              | Croazia                               |
| 2024-25  | Pro Recco                             | Italia                                | Radnički                              | Serbia                                |

## Vittorie per club
- Aggiornato dopo l'edizione 2024-2025

| Pos. | Squadra           | Num. | Anni                   |
| ---- | ----------------- | ---- | ---------------------- |
| 1    | AN Brescia        | 4    | 2002, 2003, 2006, 2016 |
| 2    | Savona            | 3    | 2005, 2011, 2012       |
| 2    | Újpest            | 3    | 1993, 1997, 1999       |
| 4    | Barcellona        | 2    | 1995, 2004             |
| 4    | Ferencváros       | 2    | 2017, 2018             |
| 4    | Jug Dubrovnik     | 2    | 2000, 2024             |
| 6    | Roma              | 1    | 1994                   |
| 6    | Pescara           | 1    | 1996                   |
| 6    | Partizan          | 1    | 1998                   |
| 6    | Mladost           | 1    | 2001                   |
| 6    | Sintez Kazan'     | 1    | 2007                   |
| 6    | Šturm             | 1    | 2008                   |
| 6    | Szeged            | 1    | 2009                   |
| 6    | Akademija Cattaro | 1    | 2010                   |
| 6    | Radnički          | 1    | 2013                   |
| 6    | Spartak Volgograd | 1    | 2014                   |
| 6    | Posillipo         | 1    | 2015                   |
| 6    | Marsiglia         | 1    | 2019                   |
| 6    | Szolnok           | 1    | 2021                   |
| 6    | Sabadell          | 1    | 2022                   |
| 6    | Vasas             | 1    | 2023                   |
| 6    | Pro Recco         | 1    | 2025                   |

## Vittorie per nazione
- Aggiornato dopo l'edizione 2024-2025

| Pos. | Nazione                           | Vittorie | Finali Perse | Tot. finali |
| ---- | --------------------------------- | -------- | ------------ | ----------- |
| 1    | Italia                            | 11       | 12           | 23          |
| 2    | Ungheria                          | 8        | 5            | 13          |
| 3    | Croazia                           | 3        | 4            | 7           |
| 4    | Russia                            | 3        | 2            | 5           |
| 5    | Spagna                            | 3        | 1            | 4           |
| 6    | RF Jugoslavia/Serbia e Montenegro | 1        | 1            | 2           |
| 6    | Montenegro                        | 1        | 1            | 2           |
| 6    | Serbia                            | 1        | 1            | 2           |
| 9    | Francia                           | 1        | -            | 1           |
| 10   | Grecia                            | -        | 4            | 4           |
| 10   | Romania                           | -        | 1            | 1           |